# Ducat de Naxos
El Ducat de Naxos fou un estat medieval establert a les illes Cíclades entre 1207 i 1210, que va durar fins a la conquesta otomana el 1566. Tenia el seu centre a l'illa de Naxos.
El 1207 el venecià Marco Sanudo, un croat nebot del dux de Venècia Enric Dandolo, cap de la flota veneciana, amb vuit galeres, es va apoderar de l'illa de Naxos. Marcos va actuar pel seu compte, indirectament com a agent venecià, sense permís de l'emperador llatí. Altres senyors venecians com Marino Dàndolo i Andrea i Geremia Ghisi, i el senyors d'Eubea, Ravano dalle Carceri, i de Lemnos, Philocalo Navigaioso, li van donar suport. Els grecs van resistir a la fortalesa d'Apalyros o Apalires, amb ajut genovès, però la fortalesa finalment fou conquerida per Marcos després d'un setge d'un mes i mig (1210).
Després va conquerir la resta de les Cíclades i va establir el ducat de Naxos o Ducat de l'Arxipèlag. Va construir una fortalesa a Naxos amb dotze torres i va dividir el país en cinquanta-sis petits feus que va donar als seus lleials (Eubea i Lemnos, com a feus imperials, no feien part del ducat).
Marcos finalment es va declarar vassall de l'Imperi Llatí. Dominava directament Naxos, Paros, Andíparos, Sifnos, Kithnos, Ios, Amorgós, Kímolos, Síkinos, Siros i Folégandros i com a feus les d'Andros (de la família Dàndolo), Tinos, Míkonos, Skiros, Skópelos, Sèrifos, Kea (dels Ghisi), Thera o Santorí (donada a Jacobo Barozzi), Anafi (donada a Leonardo Foscolo), Citera (donada a Marco Venier) i Cerigotto (donada a Jacobo Viaro).
Els romans d'Orient a finals del segle xiii van reconquerir la majoria de les illes. Va morir el 1227 i el va succeir Angelo Sanudo (que va conquerir Melos als romans d'Orient) fins al 1262, i després Marcos II Sanudo fins al 1303. L'Imperi va cedir el feu a Guillem de Villerhardouin príncep d'Acaia el 1236.
Guillem I Sanudo el successor de Marc II fou vassall fidel de la princesa d'Acaia enemiga del català Alfons Frederic, i va lluitar contra els catalans en la batalla del Cefís, on fou ferit i capturat, i després contra Ferran de Mallorca; el 1319 fou inclòs en la treva entre el rei Alfons, el batlle venecià de Negrepont i els senyors de l'illa i el 1323 el va succeir el seu fill Nicolau I Sanudo; durant el govern d'aquest Naxos fou atacada pels otomans (1325-14326) i va signar una nova treva amb la companyia catalana, en la qual va participar també el batlle venecià de Negrepont el 1331; el 1341 el va succeir Joan Sanudo fins al 1361 que fou vassall dels Anjou de Nàpols. A Joan el va succeir la seva filla Fiorenza que es va casar amb Joan dalle Carceri el 1362. Nicolau III dalle Carceri el fill va assolir el ducat el 1371 però va morir el 1383. Francesc I Crispi va agafar el poder en una revolta armada el 1383 i el mateix any es va casar amb Fiorenza i va esdevenir duc. El 1418 en què es va establir el protectorat de Venècia.
El 1466 el que restava del ducat fou ocupat pels otomans, i donat en feu al jueu Josep Nasi. El 1579 va passar a domini directe de la Porta otomana.

## Llista de ducs
- Marc I Sanudo (1207-1227)
- Angel Sanudo (1227-1262)
- Marc II Sanudo (1262-1303)
- Guillem I Sanudo (1303-1323)
- Nicolau I Sanudo (1323-1341)
- Joan I Sanudo (1341-1362)
- Fiorenza I Sanudo (1362-1371)
- Nicolau II Sanudo, consort 1360-371, regent 1371-1374)
- Nicolau III dalle Carceri 1371-1383
- Francesc I Crispo 1383-1397
- Jaume I Crispo 1397-1418
- Joan II Crispo 1418-1433
- Jaume II Crispo 1433-1447
- Nicolo Crispo, regent 1447-1450
- Joan Jaume I Crispo 1447-1453
- Guillem II Crispo 1453-1463
- Francesc II Crispo 1463
- Jaume III Crispo 1463-1480
- Joan III Crispo 1480-1494
- Francesc III Crispo 1494
- Jaume Crispo, governador 1494-1496
- Antoni Crispo, governador 1496-1505 (fill)
- Francesc III Crispo (restablert 1500) 1505-1517[7]
- Joan IV Crispo 1517-1544
- Antoni Crispo (net d'Antoni Crispo), governador 1544-1554
- Joan IV Crispo 1554-1564
- Francesc IV Crispo 1536-1544 (associat) mort el 1550
- Jaume IV Crispo 1565-1566
- Josep Nasi 1566-1571
- Jaume IV Crispo 1571-1573
- Josep Nasi 1573-1579
- A l'Imperi Otomà 1579